# Ladislav Mikeš Pařízek
Ladislav Mikeš Pařízek (eigentlich Ladislav Pařízek; geboren am 19. November 1907 in České Budějovice; gestorben am 28. März 1988 in Prag) war ein tschechoslowakischer Schriftsteller und Journalist.

## Leben

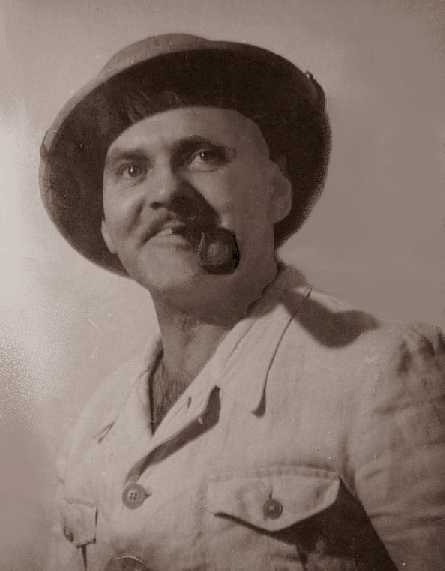
Ladislav Mikeš Pařízek, der Autor des Buches (Aufnahme vor 1939)

Pařízek wurde als dreizehntes Kind des Schmieds Jan Pařízek und seiner Frau Josefa geboren. Bereits als Kind faszinierte ihn Afrika und er las jede verfügbare Literatur über den Kontinent, u. a. Henry Morton Stanleys Im dunkelsten Afrika. Nach seiner Schulzeit begann er 1921 eine Verkäuferlehre in einem Schreibwarengeschäft. Durch Besuche bei seinem Bruder in Österreich lernte er die Alpenregion kennen und entwickelte eine Vorliebe fürs Reisen. Nach dem Besuch einer Handelsschule arbeitete Pařízek ab 1924 kurzzeitig in einer Brauerei in seiner Geburtsstadt und bewarb sich auf einer Fliegerschule, wurde aber aus gesundheitlichen Gründen abgelehnt. Im selben Jahr reiste er nach Paris und lebte dort zunächst bei seiner Schwester. Als Mitglied der Légion étrangère kam er erstmals nach Nordafrika. Aufgrund einer in Algier erlittenen Verletzung quittierte Pařízek den Dienst nach drei Jahren und reiste nach Marseille. 1927 absolvierte er ein sechsmonatiges Studium in Journalismus an der École libre des sciences politiques und begann 1928 seine journalistische und schriftstellerische Tätigkeit, wobei Afrika sein bevorzugtes Thema wurde. Noch im selben Jahr kam er erneut nach Nordafrika und wurde Mitglied der Französischen Gesellschaft der Freunde Äquatorialafrikas, einer Organisation kongolesischer Unabhängigkeitsaktivisten. Von Daressalam reiste Pařízek über Ujiji und den Tanganjikasee in den Belgisch Kongo, den er am 16. April 1929 erstmals betrat. Einige seiner Reisen Mitte der 1920er Jahre wurden ihm durch seine Stelle als Chauffeur des Fabrikanten Jean Crouy ermöglicht, der später sein Schwager wurde.
1930 wurde Pařízek in die tschechoslowakische Armee eingezogen, leistete in Trnava seinen Grundwehrdienst ab und kehrte danach in seine Geburtsstadt zurück, wo er nebenberuflich als Autor tätig war. Pařízek trat in seinen Werken bereits früh gegen die Unterdrückung der kongolesischen Bevölkerung durch die Kolonialherren ein. 1932 reiste er durch die Karpatenukraine und Rumänien und besuchte erneut Frankreich sowie Nord- und Westafrika. Ab 1933 hatte er in Prag und České Budějovice verschiedene Stellen inne, darunter als Hoteldiener, Nachtportier, Wirtschaftssekretär der Tschechoslowakischen Kirche und Nachtwächter auf einer Baustelle. 1934 erkrankte Pařízek schwer an Malaria. 1935 reiste er wieder nach Zentralafrika. Während des Zweiten Weltkrieges, den er überwiegend in Prag verbrachte, verfasste er Schriften gegen die deutschen Besatzer und nahm 1945 auch am Prager Aufstand teil. Danach bereiste er Französisch-Westafrika und kehrte auch wieder in den Kongo zurück. In seinen Schriften fokussierte er sich nun noch deutlicher auf den Antikolonialismus. Die Unabhängigkeit Guineas 1958 war Auslöser für eine weitere Reise nach Afrika, die Pařízek 1959 in einem Škoda 440 zusammen mit dem Kameramann Lubomír Mikula unternahm. 1967 erschien seine Autobiografie Mé cesty za dobrodruzstvím. Letztmalig besuchte er Afrika 1975 als Teil einer Delegation tschechoslowakischer Journalisten in Ägypten und Tunesien. Mitte der 1950er Jahre plante Pařízek zudem eine Reise nach Lateinamerika, die aber abgesagt wurde.
Den Beinamen Mikeš gab er sich in Bezug auf den Geburtsnamen seiner ersten Ehefrau.

## Werk

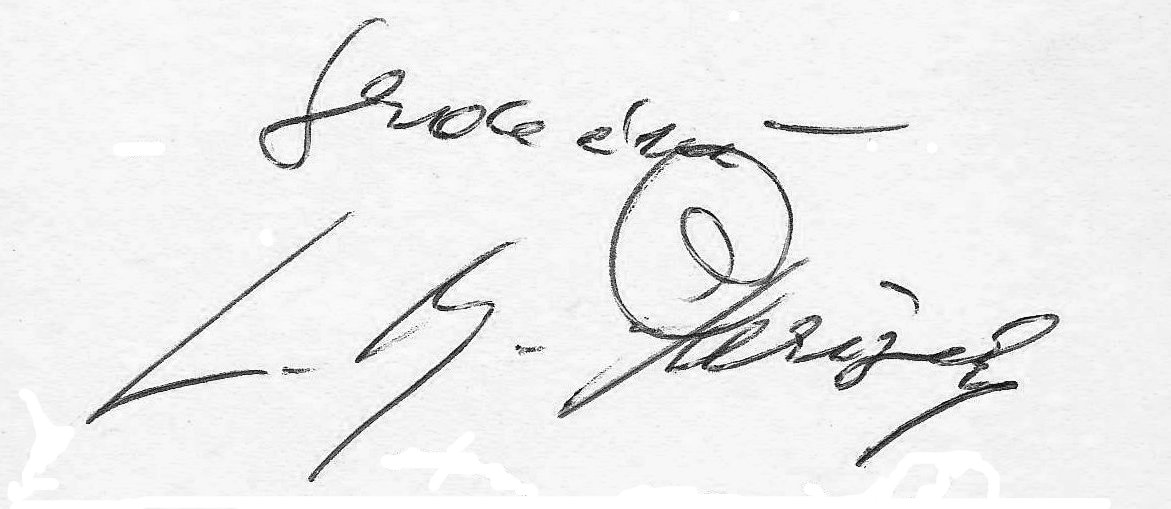
Pařízeks Autogramm

Pařízek verfasste 33 Bücher in verschiedenen Genres. Darunter befinden sich sowohl Sachwerke wie auch Belletristik, insbesondere in den Bereichen Reiseliteratur und Roman. Einzig Legie sebevrahu, ein Buch über die Fremdenlegion, und A lid povstal, sein Werk über den Prager Aufstand, haben keinen unmittelbaren Bezug zu Afrika. Darüber hinaus war Pařízek auch Co-Autor für verschiedene Bücher über den Kontinent, die sich zumeist an Kinder und Jugendliche  richteten. Ab 1945 schrieb Pařízek für diverse Zeitschriften, u. a. Svět práce und Svět v obrazech. Außerdem hielt er zahlreiche Vorträge.
In seinen Schriften beschrieb er Sprachen, Sitten und Bräuche der betreffenden Regionen und verband dies oftmals mit der Hoffnung auf demokratische und antikolonialistische Entwicklungen, die sich an den örtlichen Traditionen anlehnen sollten. Außerdem gab er afrikanische Mythen und Märchen wieder.
Seine Frühwerke waren in Französisch verfasst und wurden erst im Nachhinein ins Tschechische übertragen. Für einige von Pařízeks Büchern liegen außerdem Übersetzungen ins Slowakische, Ungarische, Polnische und Deutsche vor.

## Bibliografie (Auswahl)
- 1932: Congo belge et ses nations (dt.: Zu den Ufern des Kongo : Forscherfahrt durch Tropenwälder)
- 1941: Černošské báje a pohádky
- 1942: Země našich snů
- 1942: Pán dalekých cest: Vo mo kpve
- 1943: Hledači ztraceného stínu
- 1943: Dřevěný král
- 1944: Bipindi
- 1945: A lid povstal
- 1952: Africké svítání
- 1953: Kraj dvojí oblohy (dt.: Elefanten, Tamtams und silberne Nächte, 1957)
- 1956: Řeka kouzelníků (dt.: Der Fluß der Zauberer, 1966)
- 1957: K pralesům Libérie
- 1961: Guinejská odysea
- 1963: K pramenům Nigeru
- 1967: Mé cesty za dobrodružstvím
- 1974:  Legie sebevrahu